# 韩浩 (抗联将领)
韩浩（1905年—1935年8月28日），原名金翰浩，朝鲜族，东北抗日联军将领，1934年起历任东北人民革命军第一军第一师副师长、师长，2015年8月入选著名抗日英烈、英雄群体名录。

## 早期生涯
1905年，韩浩出生于朝鲜一个贫苦农民家庭，日本吞并朝鲜半岛后迁居吉林省桦甸县横道河子，1930加入中国共产党。1931年九一八事变后，他开始参加抗日武装斗争，1932年1月参加中共磐石中心县的军事干部培训班，同年6月“磐石工农反日义勇军”（磐石游击队）成立后，他成为磐石工农反日义勇军一员。:157:102
1932年11月下旬，杨靖宇来吉林后将磐石工农反日义勇军改编为“中国工农红军三十二军南满游击队”，韩浩任第二大队大队长。1933年1月至5月，日军和伪军先后4次围剿南满游击队，但都被游击队成功挫败。韩浩率部参加大小战斗60余次，在吉海铁路成功摧毁日伪军两辆装甲车，击毙、俘虏众多日本兵和伪军，并缴获大量物资。南满游击队的人数也从100余人发展到350余人。:157:102-104

## 独立师团长
1933年9月18日，中国工农红军三十二军南满游击队改编为“东北人民革命军第一军独立师”，下设第一和第三两个团，韩浩任第三团团长。同年10月，日军第一师团和万余名伪军对红石砬子抗日根据地开始了大规模的“秋季大讨伐”。中共磐石中心县委决定兵分两路，一团和少年营留守磐石，其余部队随杨靖宇渡辉发河，到辉南、柳河、濛江、桦甸等地开辟新游击区。11月下旬，韩浩任带领三团与杨靖宇进入柳河县地段。当时，日伪军为围剿南满游击队和红石砬子抗日根据地正在加紧修筑山城镇至三源蒲的国道。韩浩率第二大队在砬门子、哈达岭一带偷袭去山城镇领工程款的车队，炸毁军车一辆，击毙伪军3人，缴获枪支若干，成功延误公路修建进程。:104-106
11月24日夜，杨靖宇决定突袭邵本良伪军驻地柳河县三源浦，李红光任总指挥，三团负责主攻。韩浩率部趁夜在北面攻打伪军兵营，李红光则在南面进攻伪军指挥部。三源浦之战，独立师活捉了日本驻通化领事馆总稽查，俘虏伪军30余名，并缴获弹药和大量军用物资，使人民革命军的过冬物资有了保障。独立师进入三源蒲后，韩浩组织了群众大会，杨靖宇和李红光发表了抗日救国演讲，得到群众欢迎。1934年9月16日，韩浩率部在通化县干沟乡北甸子屯伏击日伪军车队，摧毁军车10余辆，打死包括10余名指挥官在内的伪军30余人，俘虏数十人，缴获机枪、步枪、手枪等军火百余支，以及其它军用物资。:106-107

## 第一军师长
1934年11月7日，独立师扩编成“东北人民革命军第一军”，下设两个师，韩浩任第1师副师长。1934年末，韩浩率部在桓仁县木盂子村根据群众举报处死4名当地汉奸，次日与前来讨伐的日本守备队激战两天，成功将其击退，打死打伤守备队30余人，并缴获枪支与物资。1935年1月8日，韩浩的部队根据得到的情报在通化县干沟乡北甸子村伏击日军协坡支队一部及其伪军连，击毙20余人，击伤数十人，获大量军火。同年2月4日，他带领70余名战士在桓仁县洼子沟召开反日群众大会，撤离时与日本守备队遭遇，大胜守备队。随后在桓仁县横道河子五道沟小岭附近，他率部成功伏击日军运粮车17辆，并将缴获的粮食全部分发给当地群众，得到群众拥护。:107-108
1935年4月，人民革命军第一军在桓仁县与廖炳臣伪军旅千余人遭遇。双方激战一天后，一师在天黑的时候被伪军包围。为避免天亮后被全歼，韩浩带领队伍从伪军最薄弱的南边成功突围，并按杨靖宇的指示在山上点起数堆大火。被误导的伪军结果在黑夜发生自相残杀，死200余人。廖炳臣一气之下将自己的一名指挥官枪毙。同年5月李红光牺牲后，韩浩接任一军一师师长的职务。同年8月28日，韩浩率部在通化县大泉源乡刘家街村组织召开群众大会，宣传抗日救国，后遭遇日本守备军和援兵的袭击。在撤退途中，他中弹牺牲。杨靖宇在河里根据地为他主持了追悼会。:108-110

## 纪念
- 辽宁省抚顺市新宾满族自治县建有韩浩牺牲处遗址，以及韩浩、李红光、李东光等18名烈士的抗日英烈纪念碑。[8]